# Lijst van personen uit Boxtel
Deze lijst geeft een overzicht van bekende personen die geboren zijn in Boxtel.

## A-L

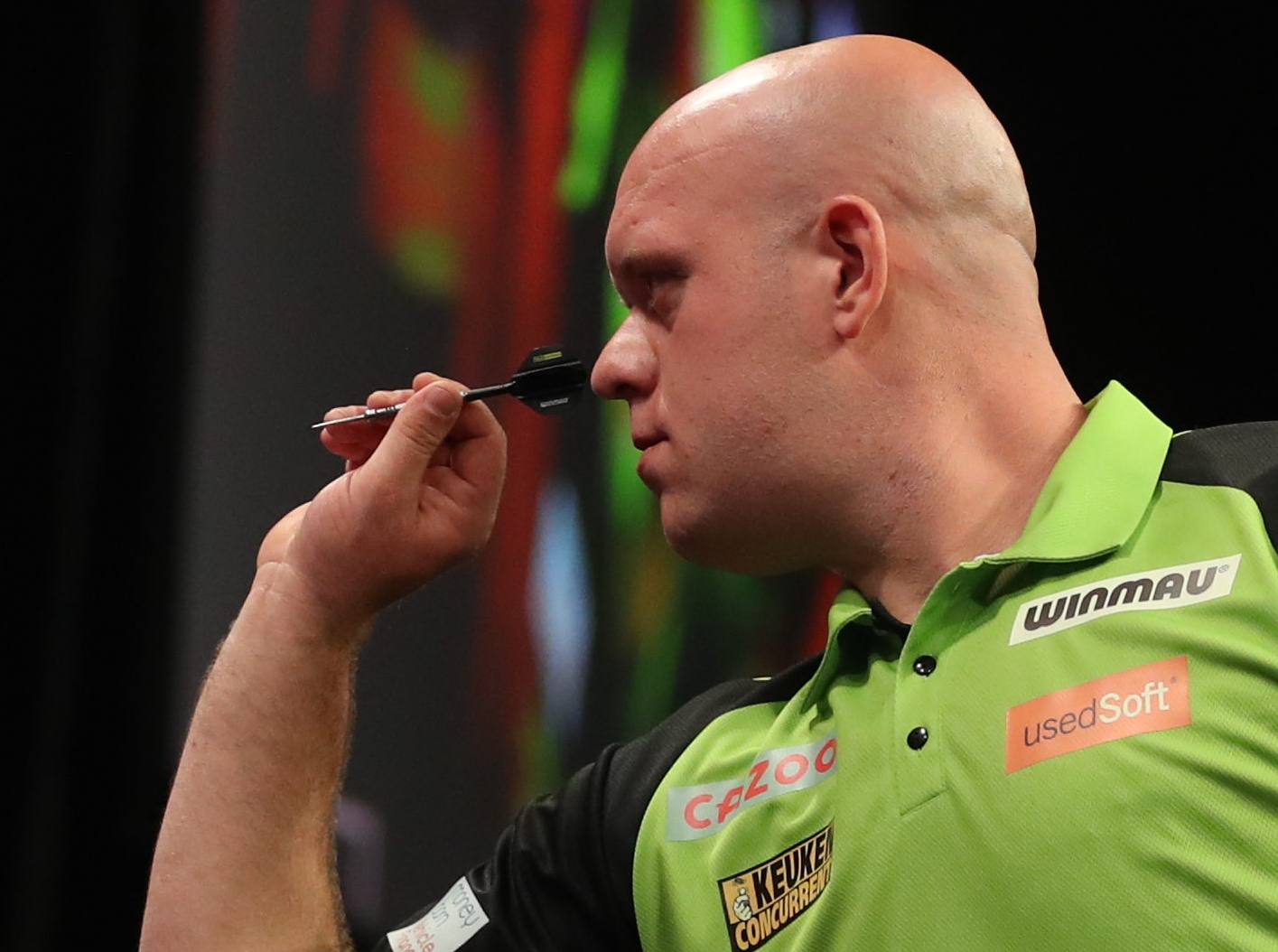
Michael van Gerwen

- Antonius van Alphen (1748-1831), apostolisch vicaris
- Theo Barten (1948), illustrator en grafisch ontwerper
- Jan Biggel (1964), zanger
- Frits Castricum (1947-2011), politicus
- Jeroen Delmee (1973), hockeyinternational
- Bas van Erp (1979-2016), rolstoeltennisser
- Sam Feldt (1993), DJ/producer
- Jeroen Felix (1961), dirigent
- Jelle Galema (1992), hockeyinternational
- Renske van Geel (1983), hockeyinternational
- Piet-Hein Geeris (1972), hockeyinternational
- Cor van Geffen (1953), pantomimespeler en kunstenaar
- Dirk-Jan van Gendt (1974), volleybalinternational
- Michael van Gerwen (1989), darter
- Jaap Godrie (1984), historicus, kunstenaar, spreker
- Michiel Hulshof (1976), journalist, programmamaker en debatleider
- Yvon Jaspers (1973), televisiepresentatrice, kinderboekenschrijfster en actrice
- Diny Kagei-Clercx (1921), verpleegkundige, verzetsstrijdster en eeuweling

## M-Z
- Ad van Meurs (1953-2017), singer-songwriter, gitarist
- Toon Michiels (1950-2015), fotograaf en grafisch vormgever
- Bruno Ninaber van Eyben (1950), industrieel vormgever
- Maarten Peijnenburg (1997), voetballer
- Harry Schellekens (1952), voetballer
- Glenn Schuurman (1991), hockeyinternational
- Hendrik Verhees, (1744-1813), cartograaf
- Teun Voeten (1961), fotojournalist en antropoloog
- Victor Vroomkoning (eig.: Walter van de Laar) (1938), dichter
- Marcel Wanders (1963), industrieel ontwerper
- Oscar Vromans (1973), drievoudig  Nederlands kampioen motorcross 125cc
- Sander van der Weide (1976), hockeyinternational
- Joseph Wiersma (1909-1979), verzetsstrijder in de Tweede Wereldoorlog
- Gerardus Petrus Wilmer (1800-1877), R.K. bisschop van Haarlem

Alkmaar · 
Almelo ·
Almere · 
Alphen-Chaam · 
Alphen aan den Rijn ·
Amersfoort · 
Amstelveen · 
Amsterdam · 
Apeldoorn · 
Arnhem · 
Assen ·
Baarn · 
Bergen op Zoom · 
Bilthoven · 
Bolsward · 
Boxtel · 
Breda · 
Bredevoort · 
Brunssum · 
Bussum · 
Delft ·
Den Haag ·
Den Helder · 
Deurne · 
Deventer · 
Doetinchem ·
Dokkum · 
Dordrecht · 
Drachten · 
Ede · 
Eindhoven · 
Emmen · 
Enschede · 
Franeker · 
Geleen · 
Gouda · 
Groenlo ·
Groningen · 
Haarlem · 
Harlingen ·  
Heemstede · 
Heerenveen · 
Heerlen · 
Helmond · 
Hengelo · 
's-Hertogenbosch · 
Hilversum · 
Hoogeveen · 
Hoorn · 
Horst ·
Kampen · 
Kerkrade · 
Leerdam · 
Leeuwarden · 
Leiden · 
Lelystad · 
Maastricht · 
Meppel ·  
Middelburg  ·
Nijkerk · 
Nijmegen · 
Oldenzaal · 
Ommen · 
Oss · 
Rijswijk (Zuid-Holland) · 
Roosendaal · 
Rotterdam · 
Schiedam · 
Sittard · 
Sittard-Geleen · 
Sneek · 
Soest · 
Stadskanaal · 
Tegelen · 
Tiel · 
Tilburg · 
Urk · 
Utrecht · 
Veenendaal · 
Veghel · 
Venlo · 
Venray · 
Vlaardingen · 
Vlissingen · 
Wageningen · 
Warnsveld · 
Weert · 
Winschoten · 
Woerden · 
Zeist · 
Zierikzee · 
Zoetermeer · 
Zutphen · 
Zwolle